# Castillo de Benifallim

El castillo de Benifallim (Hoya de Alcoy, Alicante, Comunidad Valenciana) es una construcción de origen medieval. Fue construido por los cristianos en el siglo XIII, después de su conquista por Jaime I, y se encuentra en la cumbre de un cerro rocoso y escarpado, sobre el casco urbano. Destaca por su posición estratégica, divisándose el castillo de Cocentaina y las torres de Penella y Sena.

## Historia y descripción
El conjunto ha sufrido varias reformas y reconstrucciones a lo largo de su historia. El edificio central es una torre, de planta cuadrada, con unas dimensiones de 8,30 x 7 metros, con tapias de 1,10 metros de grosor. Cuenta con aspilleras y una puerta de arco de medio punto, de reducidas dimensiones.
Además, existe una muralla que cerca una plataforma cuadrada de unos veinte metros de lado, con paredes de mampostería con aspilleras. La pared de la muralla tiene 0,80 m de grosor. Por los alrededores hay otros restos de varias construcciones de tapias y mampostería. En total, la fortificación ocupa 400 m² de superficie.
El recinto está bastante deteriorado. En la torre, un agujero hace peligrar la estabilidad del tramo de muro, mientras que las estructuras horizontales ya están en ruinas o desaparecidas. A principios del siglo XXI se han llevado a cabo varias actuaciones de acondicionamiento, como el cegado del vacío de la torre, la reconstrucción del contrafuerte del muro de poniente o la reconstrucción parcial del lienzo de valla o muralla inferior.